# Félix Randon de Grolier
Pour les articles homonymes, voir Randon et Grolier.
Jean Henri Félix Randon de Grolier (Nîmes, 7 février 1809-Toulon, 26 avril 1856) est un marin et dessinateur français.

## Biographie
Entré en 1826 au collège royal de la Marine, il est fait enseigne de vaisseau le 31 janvier 1832 et embarque en 1837 sur l'Artémise de Cyrille Laplace pour un voyage autour du monde.
Partie de Toulon le 20 janvier 1837, la frégate fait escale aux Canaries puis à Gorée où Randon fait ses premiers dessins de types humains et de paysages. Après Le Cap, les Mascareignes, Moka, Mascate, elle atteint Bombay, Goa, Colombo, Madras et Calcutta puis Manille, Singapour, Batavia, Canton et Sydney (mars 1839).
D'avril à juin 1839, le navire reste à Tahiti pour réparer des avaries. Randon parcourt alors l'île et rencontre Jacques-Antoine Moerenhout. L'Artémise gagne ensuite Hawaï (juillet 1839) où les relations avec Laplace deviennent très tendues. Randon traite même celui-ci de « petit Napoléon amphibie ».
Par la Californie, le Pérou, le Chili et le Brésil, Randon rentre à Lorient le 15 avril 1840.
Il laisse un Voyage de circumnavigation pendant les années 1837, 1838, 1839, 1840 à bord de l'Artémise  qui bien qu'étudié par des géographes comme Numa Broc, reste inédit. Celui-ci écrit : « Très cultivé, connaissant bien l'anglais, excellent dessinateur, Randon de Grolier est un témoin privilégié qui s'intéresse à tout. Observations scientifiques, description des pays visités, des coutumes locales, évocation des visites protocolaires et des manifestations mondaines, vie à bord, portraits et anecdotes... rien ne lui échappe. »
Lieutenant de vaisseau le 30 septembre 1840, Randon est fait chevalier de la Légion d'honneur, le 18 avril 1843.